# Джастін Клюйверт
Джа́стін Клю́йверт (нід. Justin Kluivert; нар. 5 травня 1999, Зандам, Нідерланди) — нідерландський футболіст, лівий півзахисник клубу «Борнмут» і національної збірної Нідерландів.
Син футболіста Патріка Клюйверта.

## Клубна кар'єра
Вихованець футбольної школи клубу «Аякс». Дорослу футбольну кар'єру розпочав 2016 року в основній команді того ж клубу, за яку протягом двох сезонів взяв участь у 56 матчах, забивши 13 голів.
У червні 2018 року за 18,75 мільйона євро перейшов до італійської «Роми». Як повідомлялося, переходу передувала телефонна розмова легендарного гравця римського клубу Франческо Тотті з батьком Джастіна Патріком Клюйверта. 3 жовтня того ж року став наймолодшим гравцем «Роми», якому вдалося відзначитися голом в іграх Ліги чемпіонів УЄФА. Загалом протягом двох перших сезонів в Італії забив за «вовків» дев'ять голів у 66 матчах усіх турнірів.
5 жовтня 2020 року на умовах оренди до кінця сезону перейшов до німецького «РБ Лейпциг».
20 липня 2021 року Джастін на умовах оренди до кінця сезону перейшов до французького клубу «Ніцца».
1 вересня 2022 року Клюйверт на умовах оренди до кінця сезону перейшов до іспанської «Валенсії».
23 червня 2023 року півзахисник перейшов до англійського клубу «Борнмут».
30 листопада 2024 року, Клюйверт відзначився хет-триком у переможній грі 4–2 проти «Вулвергемптон Вондерерз». 18 січня 2025 року, Джастін став автором другого хет-трику цього разу в переможному матчі на виїзді 4–1 проти «Ньюкасл Юнайтед».

## Виступи за збірні
2013 року дебютував у складі юнацької збірної Нідерландів, взяв участь у 37 іграх на юнацькому рівні, відзначившись 5 забитими голами.
З 2017 року залучається до складу молодіжної збірної Нідерландів, а наступного 2018 року дебютував в офіційних матчах у складі національної збірної Нідерландів.
| Дата      | Місто     | Господарі  | Результат | Гості      | Турнір           | Голи | Примітки |
| --------- | --------- | ---------- | --------- | ---------- | ---------------- | ---- | -------- |
| 26-3-2018 | Женева    | Португалія | 0 – 3     | Нідерланди | товариський матч | -    | 78'      |
| 6-9-2018  | Амстердам | Нідерланди | 2 – 1     | Перу       | товариський матч | -    | 85'      |
| Усього    |           | Матчів     | 2         |            | Голів            | 0    |          |